# 巴格馬哈勒耶納拉克村
巴格馬哈勒耶納拉克村（波斯語：باغ محله نركه），是伊朗吉兰省阿姆拉什县中央區南阿姆拉什鄉的一个村。2006年人口普查顯示該村人口为185人，分佈在51个家庭中。